# Ricberht
Ricberht (begin 7de eeuw) was vermoedelijk koning van East Anglia.

## Context
De enige bron die Ricberht vermeldt, is de Historia ecclesiastica gentis Anglorum van Beda. Beda schrijft :  De vorige koning Eorpwald werd niet lang nadat hij het christelijk geloof had omarmd, gedood door ene Ricberht, een heiden ("Uerum Eorpuald non multo, postquam fidem accepit, tempore occisus est a uiro gentili nomine Ricbercto;").
Historici zijn het niet eens of Ricberht de titel koning droeg. Nog eens Beda : na de dood van Eorpwald was er een breuk/afwijking (in de opvolging/ in het geloof?) van drie jaar in de provincie  ("et exinde tribus annis prouincia in errore uersata est").